# Söhre
Die Söhre (auch Söhrewald genannt) ist eine bewaldete Mittelgebirgslandschaft und ein Unter-Naturraum des Fulda-Werra-Berglandes (Haupteinheit 357) in Nordhessen, Deutschland.
Naturräumlich wird die Söhre nach dem Handbuch der naturräumlichen Gliederung Deutschlands als Unter-Naturraum (357.70) der Untereinheit Kaufunger Wald und Söhre (357.7) gesehen und beinhaltet mit dem Hirschberg (643,4 m ü. NHN) dessen höchste Erhebung. Demgegenüber versteht man landläufig unter dem Söhrewald oftmals nur den Westen und die Mitte dieses Gebietes bis zum Oberlauf der Losse, welches (am Bielstein) maximal 527,8 m hoch ist.
Die Großalmeröder Grabenzone, die die Söhre nach Norden von der Kaufunger-Wald-Hochfläche trennt, wird der Söhre zugerechnet.

## Geographie

### Lage und Naturräume
Die Söhre befindet sich an der Nahtstelle der beiden Landkreise Kassel (Westen) und Werra-Meißner (im Osten) und zieht sich von etwas südöstlich der Großstadt Kassel ostwärts. Der gesamte Westen der Söhre (Stiftswald Kaufungen) gehört zum Geo-Naturpark Frau-Holle-Land (Werratal.Meißner.Kaufunger Wald), nach Südwesten läuft die Söhre im Schwalm-Eder-Kreis aus.
Im östlichen Norden geht die Söhre an der schmalen Großalmeröder Grabenzone, die im äußersten Osten dem Quelllauf der Gelster, in westliche Richtungen der Wedemann und, nach deren Mündung, dem Unterlauf der Losse folgt, in den Südlichen Kaufunger Wald über.
Im Nordwesten und Westen flacht das Bergland ins Kasseler Becken (343.3) als Teil der Westhessischen Senke am Tal der Fulda ab.
Im Süden geht die Söhre am Tal der Mülmisch (Südwesten) bzw. der Landesstraße 3228 in das Melsunger Bergland über. Dieser Westteil der Söhre, der nach Osten durch den Oberlauf der Losse begrenzt wird, gehört zum oben erwähnten Naturpark und stellt den landläufigen Söhrewald – nicht zu verwechseln mit der Gemeinde Söhrewald – dar.
Östlich des Oberlaufes der Losse und außerhalb des Naturparks erreicht der Naturraum Söhre bis zum Hirschberg nochmals große Höhen, um im Südosten zum Hessisch-Lichtenauer Becken und nach Osten über das Rommeroder Hügelland in das den Kaufunger Wald vom Hohen Meißner trennende Velmeder Tal längs des der Gelster nach Norden zufließenden Laudenbaches vergleichsweise abrupt abzuflachen. Die drei zuletzt erwähnten Naturräume sind Teile der Witzenhausen-Altmorschener Talung.

### Berge
Zu den Bergen, Bergausläufern und Gipfeln der Söhre gehören – mit Höhe in Metern (m) über Normalhöhennull (NHN):
| Berg                                   |       | Höhe / m    |
| -------------------------------------- | ----- | ----------- |
| Hirschberg Nordwestkuppe: Südostkuppe: |       | 643,4 637,8 |
| Hohekopf                               | [ 3 ] | 539,4       |
| Rohrberg                               |       | 535,6       |
| Rösberg                                | [ 3 ] | 528,0       |
| Bielstein                              | [ 4 ] | 527,8       |
| Gülsberg bzw. Gulsberg                 | [ 3 ] | 517,0       |
| Exberg                                 | [ 3 ] | 505,5       |
| Großer Belgerkopf Ostkuppe: Westkuppe: | [ 4 ] | 499,9 497,3 |
| Kleiner Belgerkopf                     | [ 4 ] | 490         |
| Franzosentriesch                       | [ 5 ] | 487,75      |
| Michelskopf                            |       | 485         |
| Stellberg                              |       | 483,75      |
| Buchberg                               |       | 482         |
| Trieschkopf                            | [ 6 ] | 480,1       |
| Pfaffenberg                            |       | 477,5       |
| Sankt Ottilienberg                     |       | 462,5       |
| Ölberg                                 |       | 457,8       |
| Schorn                                 |       | 456,8       |
| Koppe                                  |       | 456,4       |
| Badenstein                             |       | 441,5       |
| Mühlberg                               |       | 441,3       |
| Warpel                                 |       | 439,4       |
| Steinkopf                              |       | 427         |
| Königsberg                             |       | 410         |
| Vockenberg                             |       | 381,25      |

### Gewässer

#### Fließgewässer
Zu den größeren Fließgewässern im und an der Söhre gehören (je fulda- und werraaufwärts, das heißt von Nord nach Süd, sortiert; in Klammern Länge, Einzugsgebiet und Abfluss):
- Fulda (westlich der Söhre), rechte Nebenflüsse (von Norden nach Süden):
  - Losse (28,9 km, 120,6 km², 1.418 l/s),
entspringt außerhalb der Söhre bei Hessisch Lichtenau, durchfließt im Oberlauf den Naturraum in Süd-Nord-Richtung und bildet im Unterlauf, zusammen mit dem rechten Nebenfluss
    - Wedemann (5,1 km, 14,5 km², 213 l/s),
die westliche und mittlere Nordgrenze
    - Setzebach (5,4 km, 8,208 km²),

  - Wahlebach (auch Fahrenbach oder Wahle genannt; 16,6 km, 37,9 km², 354 l/s),
entspringt in der westlichen Söhre; mit Fahrenbachsteichen
  - Schwarzenbach (6,7 km, 12,029 km²),
entspringt im Zentrum der Söhre
  - Mülmisch (13,8 km, 35,6 km², 372 l/s),
im Melsunger Bergland entspringender Grenzfluss nach Süden
- (Werra – nordöstlich außerhalb der Söhre)
  - Gelster (18,2 km, 60,6 km², 771 l/s),
entspringt nördlich des Hirschbergs und bildet im Oberlauf die östliche Nordgrenze
    - Laudenbach (5,4 km, 16,0 km², 262 l/s),
passiert die Söhre östlich

  - Wehre (36,8 km, 451,7 km², 4.147 l/s),
entspringt südöstlich des Hirschbergs (Exbergseen) und verlässt die Söhre in Richtung Süden

#### Stillgewässer
Die folgenden Stillgewässer (Seen und Teiche) liegen in oder am Rand der Söhre:
- Christteich
- Exbergseen (Wehre), nördlich des Exbergs (im Rommeroder Hügelland)
- Fahrenbachsteiche am Fahrenbach, dem Oberlauf der Wahle
- Hirschhagener Teiche, südlich des Rohrbergs, östlich von Hirschhagen
- Michelskopfseen, östlich des Michelskopfs
- Stellbergsee (Westen; unterhalb des Stellbergs bei Wollrode)

### Städte und Gemeinden
Zu den Städten und Gemeinden im Bereich der Söhre und ihrer Randlagen (ohne Rommeroder Hügelland) gehören mit Ortsteilen − im Uhrzeigersinn (beginnend im Zentrum und dann etwa im Norden):
- Söhrewald – im Zentrum
   (mit Eiterhagen, Wattenbach, Wellerode)
- Kaufungen – im Norden bis Nordnordwesten
   (mit Oberkaufungen, Niederkaufungen, Papierfabrik)
- Helsa – im Nordosten
   (mit Eschenstruth, Helsa, St. Ottilien, Waldhof, Wickenrode)
- Großalmerode – im Ostnordosten
   (mit Großalmerode, Rommerode)
- Hessisch Lichtenau – im Südosten
   (mit Fürstenhagen, Hirschhagen, Quentel)
- Körle – im Süden bis Südsüdwesten
   (mit Empfershausen, Körle)
- Guxhagen – im Südwesten
   (mit Albshausen, Guxhagen, Wollrode)
- Fuldabrück – im Westen
   (mit Bergshausen, Dennhausen, Dörnhagen)
- Lohfelden – im Nordwesten
   (mit Vollmarshausen)

## Geologie
Die bewaldete Berglandschaft der Söhre steht hauptsächlich auf Buntsandstein, aus dem einzelne Basaltkuppen wie der Hirschberg und der Bielstein (s. u.) herausragen. Die Großalmeröder Grabenzone im Norden liegt auf einer schmalen Muschelkalk-Decke.

## Wandern
Zu den Wanderwegen der Söhre gehören: Eder-Gelster-Weg, Kassel-Steig, Märchenlandweg und Wildbahn, sowie die Premiumwege "P24 Söhre" und "P22 Sankt Ottilien".

## Allgemeine Quellen
- Bundesamt für Naturschutz (BfN):
  - Kartendienste
  - Landschaftssteckbrief: Fulda-Werra-Bergland (mit Söhre, aber ohne Rest-Kaufunger-Wald)